# حزقيال باوتيستا غارسيا
حزقيال باوتيستا غارسيا (بالإنجليزية: Juan Bautista Garcia)‏ هو رسام أمريكي، ولد في 1904، وتوفي في 31 مايو 1974.